# Owain Dwnn

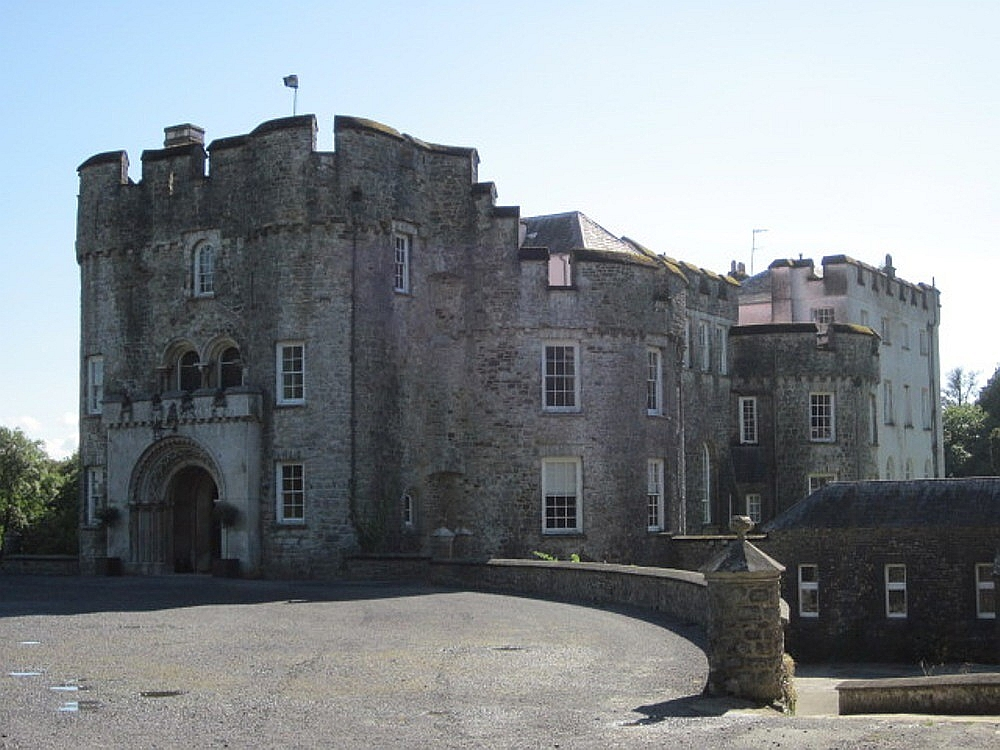
Picton Castle, das Owain Dwnn durch Heirat erwarb, heute

Owain Dwnn (* vor 1401; † um 1460) war ein walisischer Adliger und Militär.
Dwnn entstammte der alten walisischen Familie Dwnn, die zu den führenden walisischen Familien der Gentry in Kidwelly gehörte. Er war ein jüngerer Sohn von Maredudd Dwnn, sein älterer Bruder war Gruffudd Dwnn. Sein Vater starb vermutlich bereits um 1401.
Dwnn diente während des Hundertjährigen Kriegs 1435 als Soldat unter John Talbot, dem späteren Earl of Shrewsbury, in Frankreich. Er heiratete vor 1436 Catherine Wogan, die Tochter und Erbin von Sir John Wogan. Da er für die Heirat nicht die Erlaubnis des Königs eingeholt hatte, wurde er 1436 zu einer Geldstrafe in Höhe von £ 100 verurteilt. Er bat den König um Begnadigung, und 1439 wurde die Strafe erlassen, da seine Frau als Erbin einer Herrschaft der Welsh Marches nicht den König um Heiratserlaubnis hätte fragen müssen. Seine Frau erbte Picton Castle in Pembrokeshire. Owain erbte nach dem Tod seines Vaters um 1446 dazu  Muddlescwm bei Kidwelly. Am 11. Juni 1446 veranstaltete er zusammen mit seinem Schwager Gruffudd ap Nicolas ein Turnier bei Carreg Cennen Castle, bei dem er Lobgedichte auf seinen Schwager verfasst haben soll. Wie sein Schwager war er ein Gefolgsmann von Humphrey, Duke of Gloucester, dem Justiciar von Südwales. Nach dessen Sturz 1447 wurde er kurzzeitig inhaftiert. Anschließend diente er vermutlich unter Richard von York in Irland. 
Nach seinem Tod erbte sein einziger Sohn Henry Muddlescwm und Picton.